# Angelsberg (Mömbris)
Angelsberg ist ein Gemeindeteil des Marktes Mömbris im unterfränkischen Landkreis Aschaffenburg in Bayern.

## Geographie
Das Dorf Angelsberg liegt im Kahlgrund am Rande des Spessarts auf 305 m ü. NHN zwischen Molkenberg und Gunzenbach und grenzt an Letzteres an. Es ist der kleinste Gemeindeteil der Marktgemeinde und hat 62 Einwohner (Stand 2013). Oberhalb von Angelsberg befindet sich im Westen der Gipfel der Stempelhöhe, die zum Hahnenkammhöhenzug gehört. Südlich liegt der Berg Scharfenstein.

## Name
Der Name Angelsberg besteht aus dem althochdeutschen Wort angar, das Grasland bedeutet und dem mittelhochdeutschen bërc für Berg. Im Volksmund  wird  der Ort „Oangelsberch“ oder „Ångelsbäich“ genannt.

## Geschichte

### Mittelalter
Im Mittelalter gehörte Angelsberg zum Gericht Mömbris, das Teil des Freigerichts Alzenau war. Das Freigericht war zwar reichsunmittelbar, aber das Reich verpfändete oder vergab das Gebiet immer wieder. So wechselten die Landesherren, zu denen die Herren und späteren Grafen von Hanau, die Herren von Randenburg und die Herren von Eppstein zählten.

### Neuzeit
Im Jahr 1500 belehnte der römisch-deutsche König Maximilian I. den Erzbischof von Mainz und den Grafen von Hanau-Münzenberg gemeinsamen mit dem Freigericht, das sie nun als Kondominat verwalteten. Da im Freigericht auch zur Zeit des Kondominats die kirchliche Jurisdiktion bei den Erzbischöfen von Mainz verblieb, konnte sich die Reformation – im Gegensatz zur Grafschaft Hanau-Münzenberg – dort nicht durchsetzen. Angelsberg blieb römisch-katholisch.
Mit Graf Johann Reinhard III. starb 1736 der letzte männliche Vertreter des Hauses Hanau. Erbe des Hanau-Münzenberger Landesteils war aufgrund eines Vertrages der Landgraf von Hessen-Kassel. Ob sich sein Erbe auch auf den Hanauer Anteil an dem Kondominat erstreckte, war in den folgenden Jahren zwischen Kurmainz und Hessen-Kassel heftig umstritten. Der Streit endete in einem Kompromiss, dem „Partifikationsrezess“ von 1740, der eine Realteilung des Kondominats vorsah. Es dauerte allerdings bis 1748, bis der Vertrag umgesetzt war. Angelsberg fiel dadurch Kurmainz zu.
Der Reichsdeputationshauptschluss des Jahres 1803 schlug Angelsberg der Landgrafschaft Hessen-Darmstadt zu, die es aber nur 13 Jahre behielt. Im Jahr 1816 trat das nunmehrige Großherzogtum Hessen das Amt an das Königreich Bayern ab. Seitdem ist Angelsberg bayerisch. Seit 1818 ist es ein Ortsteil des Marktes Mömbris.
Am 1. Juli 1862 wurde das Bezirksamt Alzenau gebildet, auf dessen Verwaltungsgebiet Angelsberg lag. Im Ort wurden im Jahr 1889 einige Fachwerkhäuser aus der untergegangenen Ortschaft Hüttenberg, die zwischen Mensengesäß und Oberschur lag, wieder aufgebaut. 1939 wurde wie überall im Deutschen Reich die Bezeichnung Landkreis eingeführt. Angelsberg gehörte nun zum Landkreis Alzenau in Unterfranken (Kfz-Kennzeichen ALZ). Mit Auflösung des Landkreises Alzenau im Jahre 1972 kam Angelsberg in den neu gebildeten Landkreis Aschaffenburg (Kfz-Kennzeichen AB).

## Einwohnerentwicklung

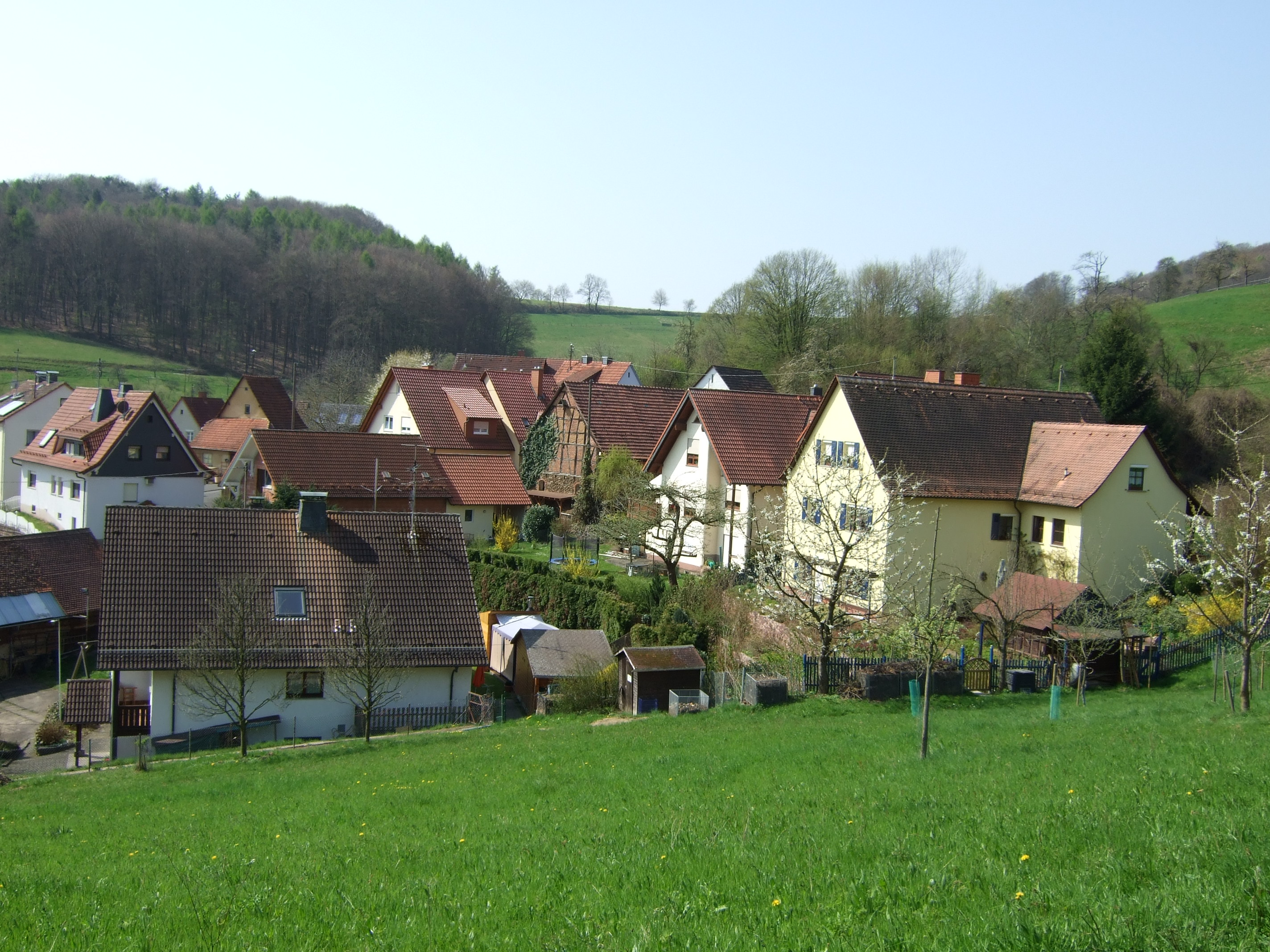
Angelsberg (von Nordosten)

| Jahr | Einwohner |
| ---- | --------- |
| 1871 | 43        |
| 1880 | 50        |
| 1900 | 49        |
| 1910 | 52        |
| 1919 | 72        |
| 1925 | 64        |

| Jahr | Einwohner |
| ---- | --------- |
| 1939 | 49        |
| 1946 | 97        |
| 1971 | 54        |
| 1981 | 47        |
| 2009 | 62        |
| 2011 | 64        |